# Todarodes angolensis
Todarodes angolensis är en bläckfiskart som beskrevs av Adam 1962. Todarodes angolensis ingår i släktet Todarodes och familjen Ommastrephidae. Inga underarter finns listade i Catalogue of Life.